# Kasachische Musik

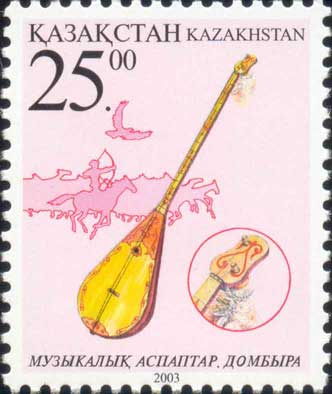
Briefmarke mit einer dombra, Kasachstan 2003

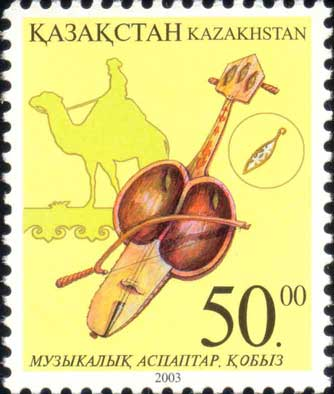
Briefmarke mit einer kobys, Kasachstan 2003

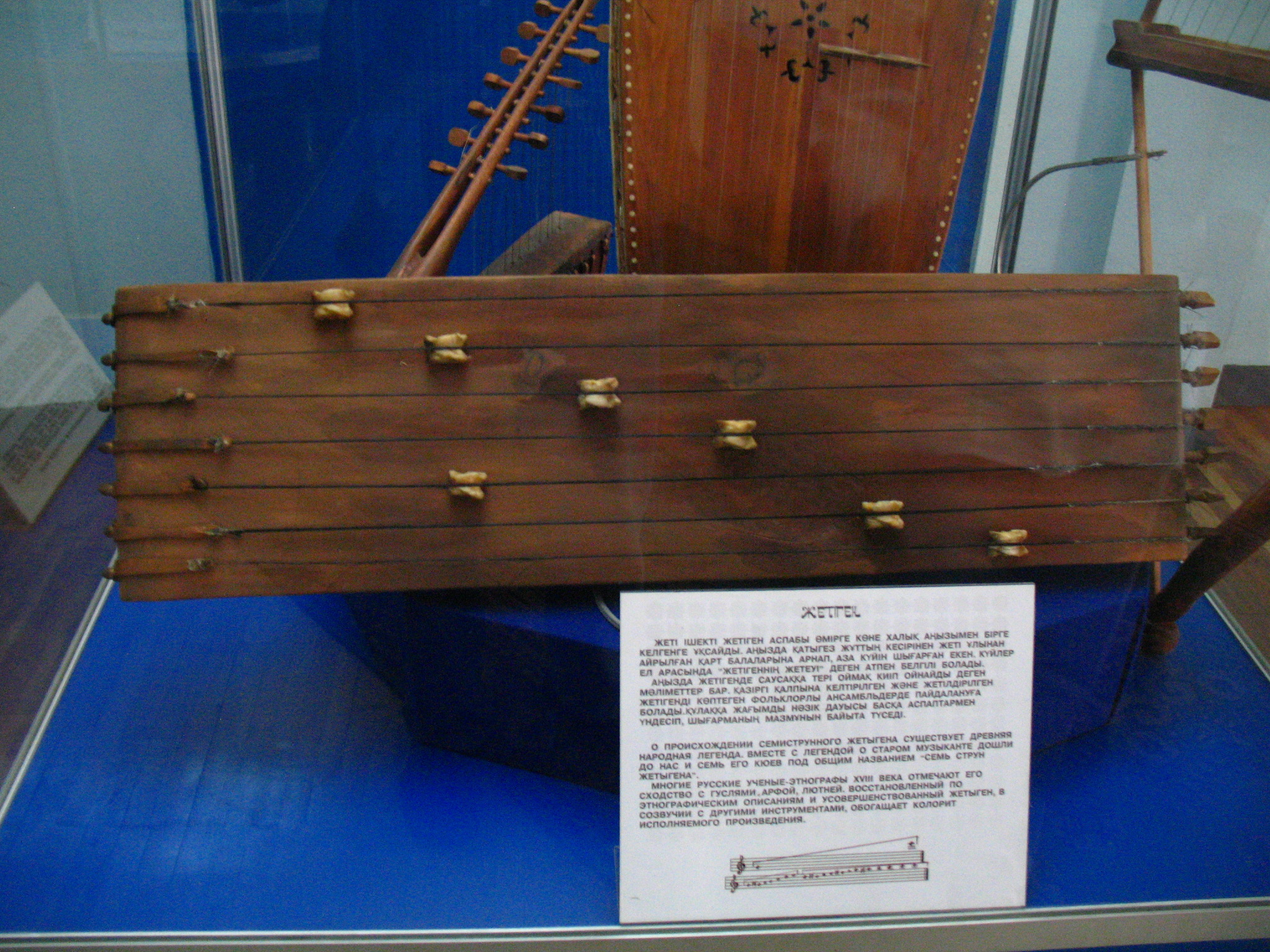
Jetigen, im Museum der Volksmusikinstrumente in Almaty

Die kasachische Musik ist die in Zentralasien beheimatete Volksmusik und Kunstmusik der Kasachen, die auf alten türkisch-persischen Musikformen und Elementen einer einheimischen schamanischen Tradition basiert.

## Traditionelle Musikinstrumente
Am verbreitetsten sind Zupfinstrumente, hauptsächlich die auch in der tadschikischen Musik vorkommende dombra mit zwei Saiten, die im Intervall einer Quinte gestimmt sind. Eine andere Laute ist die kobys, ein Streichinstrument mit einem Resonanzkörper aus Tierhaut, zwei Saiten und einem Bogen aus Pferdehaar. Wie die genannten Saiteninstrumente hat auch die seltener und überwiegend von Schafhirten gespielte sybyzgy, eine Längsflöte aus Holz oder Rohr mit drei bis sechs Grifflöchern, einen turkischen Ursprung. Ein Vertreter der asiatischen Doppelrohrblattinstrumente surnai ist die syrnaj.
In Zentral- und Nordasien ist die Maultrommel tschang-kobys (chang-kobuz) verbreitet. Die nahezu verschwundene scherter (шертер) ist eine kleine gezupfte Schalenhalslaute. Die seltene Brett- oder Kastenzither jetigen ähnelt ostasiatischen Wölbbrettzithern (guzheng). Die dauylpaz ist eine Kesseltrommel mit einem Holzkorpus, die im 19. Jahrhundert an Pferdesätteln befestigt und von Militärkapellen verwendet wurde, danach wie die anderen Volksmusikinstrumente außer Gebrauch geriet und heute wieder eingesetzt wird.

## Kasachische Musik im 20. Jahrhundert
Während der Zeit der Sowjetunion unterlag die kasachische Volksmusik den Anforderungen des Sozialistischen Realismus und war dementsprechend von dem Anliegen geprägt, allgemeinverständlich, konservativ und national orientiert zu sein.
Ein Musikethnologe und Komponist mit großer Schaffenskraft während dieser Zeit war Alexander Wiktorowitsch Satajewitsch (1869–1936).

### Pop
Eine 2001 gegründete Popmusik-Band ist Muzart, die mit einer Mischung aus kasachischer Volksmusik und Techno bekannt wurde. Ihre drei Musiker heißen Meirambek Besbaev, Saken Maigasiev und Kenshebek Shanabilov.

### Hip-Hop und Rap
Die Hip-Hop- und Rapszene entstand nach dem Zerfall der Sowjetunion. Die Musiker rappen meist auf Russisch, weshalb kasachischer Rap in vielen weiteren russischsprachigen Ländern beliebt ist, beispielsweise wurden kasachische Bands auf MTV in Russland gesendet.
Hip-Hop ist in Kasachstan eines der beliebtesten, wenn nicht das beliebteste Musikgenre, allerdings hängt in Kasachstan der Erfolg von Bands stark von den Einschaltquoten der Lieder bei den großen Fernseh- und Radiosendern ab.

## Institutionen und Komponisten
Die Musikalisch-Dramatische Hochschule, gegründet 1931, war die erste höhere Ausbildungsstätte für Musik in Kasachstan. Zwei Jahre später wurde das Kasachische Staatliche Qurmanghazy-Orchester für Volksmusikinstrumente gegründet. Außerdem bestehen das Kasachische Staatliche Philharmonie-Orchester, die Kasachische Nationaloper und das Kasachische Staatliche Kammerorchester.
Bedeutende Konservatorien sind das 1944 gegründete Kasachische Nationalkonservatorium in Almaty und die 1998 eröffnete Kasachische Nationalakademie für Musik (seit 2009 Kasachische Nationaluniversität der Künste) in der Hauptstadt Astana.
Die Stiftung Asyl Mura archiviert und publiziert historische Aufnahmen kasachischer Musik.
Das Orchester für Volksmusikinstrumente und das Konservatorium in Almaty wurden nach Kurmangasy Sagyrbajew benannt, einem berühmten Komponisten und Dombra-Spieler des 19. Jahrhunderts. Andere kasachische Komponisten waren Korkyt, Tattimbet, Sougur, Bayserke, Makhambet, Khazanghap, Yerkegali Rakhmadiev, Almaz Serkebayev, Mukhan Tulebayev, Tles Kazhgaliev, Nagim Mendygaliev, Achmet Schubanow, Ghasisa Schubanowa, Mansur Sagatov und Akhtoty Raimkulova.